# Рамон Лундквіст
Рамон Лундквіст (нід. Ramon Lundqvist, нар., 10 травня 1997, Алгуструм, Швеція) — шведський футболіст, центральний півзахисник клубу «Гетеборг».

## Клубна кар'єра
Рамон Лундквіст є вихованцем футбольної академії клубу «Кальмар». Та ще у 2013 році футболіст продовжив навчання у школі нідерландського ПСВ. З 2015 року Лундквіст почав грати за дубль «Йонг ПСВ», а ще за рік він потрапив до зявки першої команди. У вересні 2015 року Лундквіст підписав з ПСВ новий контракт терміном до 2019 року. Та в основі ПСВ Лундквіст зіграв лише два матчі.
Частину сезону у 2019 році футболіст провів у клубі «НАК Бреда» після чого приєднався до клуб Ередивізі «Гронінген». Сезон 2021/22 Лундквіст провів в оренді в грецькому клубі «Панатінаїкос».
Перед початком сезону 2023 року футболіст перейшов до норвезького «Сарпсборг 08», де відіграв один сезон і залишив клуб як вільний агент. З січня і по серпень 2024 року Лундквіст грав у турецькій Першій лізі в клубі «Гьозтепе». Влітку 2024 року футболіст повернувся до Швеції, де підписав контракт на три з половиною роки з клубом «Гетеборг». 10 серпня 2024 року півзахисник провів першу в своїй кар'єрі гру в чемпіонаті Швеції.

## Збірна
Рамон Лундквіст брав участь у відбіркових турнірах до європейської першості у складі юнацьких збірних Швеції. Та у фінальних частинах футболіст не грав.

## Титули і досягнення
- Володар Кубка Греції (1):

«Панатінаїкос»: 2021-22